# 1228
Évszázadok: 12. század – 13. század – 14. század
Évtizedek: 1170-es évek – 1180-as évek – 1190-es évek – 1200-as évek – 1210-es évek – 1220-as évek – 1230-as évek – 1240-es évek – 1250-es évek – 1260-as évek – 1270-es évek
Évek: 1223 – 1224 – 1225 – 1226 –  1227 – 1228 – 1229 – 1230 – 1231 – 1232 – 1233

## Események
- IX. Gergely pápa kiátkozza II. Frigyes német-római császárt, az azonban visszaveri a Dél-Itáliába betörő pápai sereget.
- II. Frigyes megindítja a hatodik keresztes hadjáratot, amely során kihasználva az egyiptomi szultán és a damaszkuszi emír közötti hatalmi viszályt visszahódítja Jeruzsálemet és a Szentföld nagy részét.
- május 5. – IV. Konrád német király névleges jeruzsálemi király lesz, ténylegesen II. Frigyes régensként uralkodik.
- Béla herceg a régi kormányzati rendszer visszaállítása miatt ismét fellép apja ellen, erre a király 1230-ig Bélára bízza az ország kormányzását. Béla elbocsátja a régi kormányt.
- II. Balduin latin császár trónra lépése.
- Assisi Szent Ferenc szentté avatása és az Assisi Szent Ferenc-bazilika alapkövének letétele.
- II. Frigyes német-római császár keresztes háborút vezetett Poroszország ellen.

## Születések
- február folyamán – II. Vilmos holland gróf († 1256)
- április 25. – IV. Konrád német király († 1254)

## Halálozások
- január folyamán – Róbert latin császár (* 1201)
- május 5. – II. Izabella (Jolánta) jeruzsálemi királynő (* 1212)
- július 9. – Stephen Langton canterburyi érsek (* kb. 1150)